# Adam Chennoufi
Adam Chennoufi (sinh ngày 4 tháng 7 năm 1988) là một cầu thủ bóng đá người Thụy Điển gốc Maroc thi đấu cho Team TG FF ở vị trí tiền vệ.